# 五三慘案
濟南事件，又稱濟南慘案、五三慘案，1928年北伐戰爭第二階段，國民革命軍於5月1日攻克山東濟南後，5月3日，第40軍第3師的賀耀祖部隊與濟南商埠的日本駐軍發生衝突，中國方面由蔣中正向日軍提出照會，而日軍師團長福田彥助在5月7日提出要求限中方12小時內答覆，5月8日談判破裂，南京國民政府的談判人員遭杀害，這次糾紛被稱為濟南事件。
日本方面要求蔣中正將濟南事件的指揮官賀耀祖免職，蔣中正遂免除賀耀祖的第3軍團總指揮兼南京衛戌司令的職務。日軍借口革命軍对城內的日本僑民進行抢劫、屠杀12人，而出动军队展開報復，殺害中国军人与民众六千余人的事件。其中，国民党战地政务委员会派遣济南的外交处处长兼国民政府外交部特派山东交涉员蔡公时及署内职员17人被日军殺害。惨案发生后，日方否认日军屠杀中国军民，并要南京國民政府道歉、赔偿、惩凶，并于5月11日攻佔濟南。直至次年3月，南京國民政府與日本政府簽訂《中日济案协定》之後，日軍才退出濟南。

## 背景
濟南位處津浦鐵路與膠濟鐵路交會點，加上黃河、小清河水運暢通，在當時是座人口達約三十八萬的商業都市。1914年日本从德军手中夺取胶澳地区（今属青岛市）后，1918年中日签署《山东问题换文》，日本取得在济南、青岛驻军的权利，胶济铁路由中日合营。1922年中日在美国的调停下签署《解決山東懸案條約》，中国买回胶济铁路，日本归还租借地并从青岛、济南撤军。1925年，奉系军阀張宗昌控制山东。
1928年是中国国民政府北伐的最后一年。自1926年蒋中正宣誓北伐后，北伐军节节胜利，1927年3月进入南京，随后发生了南京事件，导致英美反对。当时日本的态度是希望欧美列强不要出兵，否则容易“刺激其民族意识，从而导致不可收拾之局面”（当时日本外相币原喜重郎语），不利于日本保护其侨民。1927年4月3日，中國士兵和暴亂者攻入漢口日租界，襲擊了日本領事館和住戶，标准石油公司决定关闭宜昌的业务，并撤出其在美国和英国船上的所有美国雇员 。美国特使建议居住在北京的美国人离开北京。12日國民黨分共，国共分裂。不久后汪精卫在武汉另组国民政府，宁汉分裂。
而在日本，4月20日，主张对中国实行积极政策的田中義一内阁成立。为应对北伐军北上，日本于5月28日决定出兵山东，派兵二千到山東，從青岛登陸並準備開赴濟南，是为日本第一次出兵山东。此举遭到北洋政府和國民政府的同時抗議。有人认为此次出兵是为了援助张作霖，借口保护日本侨民而阻止北伐军。而此前蒋中正亦派人到东京谋求日方谅解，日方希望北伐军止于徐州。8月，蒋中正主动下野，日本也跟隨英国的決定，從山东撤軍。10月蒋中正赴日后，于11月5日与田中义一会谈，希望改善其对华政策，然而田中反劝蒋中正以统一长江流域为终止，停止北上。蒋中正在日记中批评日方“毫无诚意”，势要“妨碍我革命北伐之行动，以阻止中国之统一”。
1928年1月，蒋介石重任北伐军总司令。4月起，誓师继续北伐。北伐军分为三路，直指亲日的奉系张作霖军。北伐军一路攻占台儿庄、临城、临沂，势如破竹，直逼济南。蒋中正特别知会日本驻上海领事，北伐军将保护战地的外国侨民。

## 事件经过

### 北伐軍進入濟南

1928年中的各方动向

1928年4月，眼见北伐军直取济南，日本陆相白川义则在17日的阁会上提议日本再次向山東派兵，并得到其他阁员的赞同，内阁决议以山东军撤退及北伐军中断胶济铁路为理由出兵，由横须贺派陆战队赴青岛。4月18日，日本外务省发表声明，声称山东局势之巨变影响在济南的日侨，出兵纯属自卫。4月19日，田中义一与参谋总长铃木庄六奏请天皇出兵。同一日，日本内阁召开临时会议，决定出兵，并加派第六师团长福田彦助所部5000人从门司(下關)出发前往山东。20日作出出兵声明。為了搶先控制濟南，日軍駐天津3個步兵中隊於4月20日侵入濟南，在濟南城裏築起街壘。20日至21日间，南京政府、北洋政府、上海总商会纷纷對日本政府提出嚴重抗議。23日，国民党重要党部召开临时会议讨论日本出兵问题，通过《为日本出兵山东事致全体党员训令》并任命蔡公时为战地外交部主任，宣传保护侨民政策；24日，对外发表《告世界民众书》、《告日本民众书》呼吁世界人民援助中国，呼吁日本人民反对出兵。同时，张宗昌退回济南，并与孙传芳以及奉张作霖命令来济南的潘复、王古元共商对策。

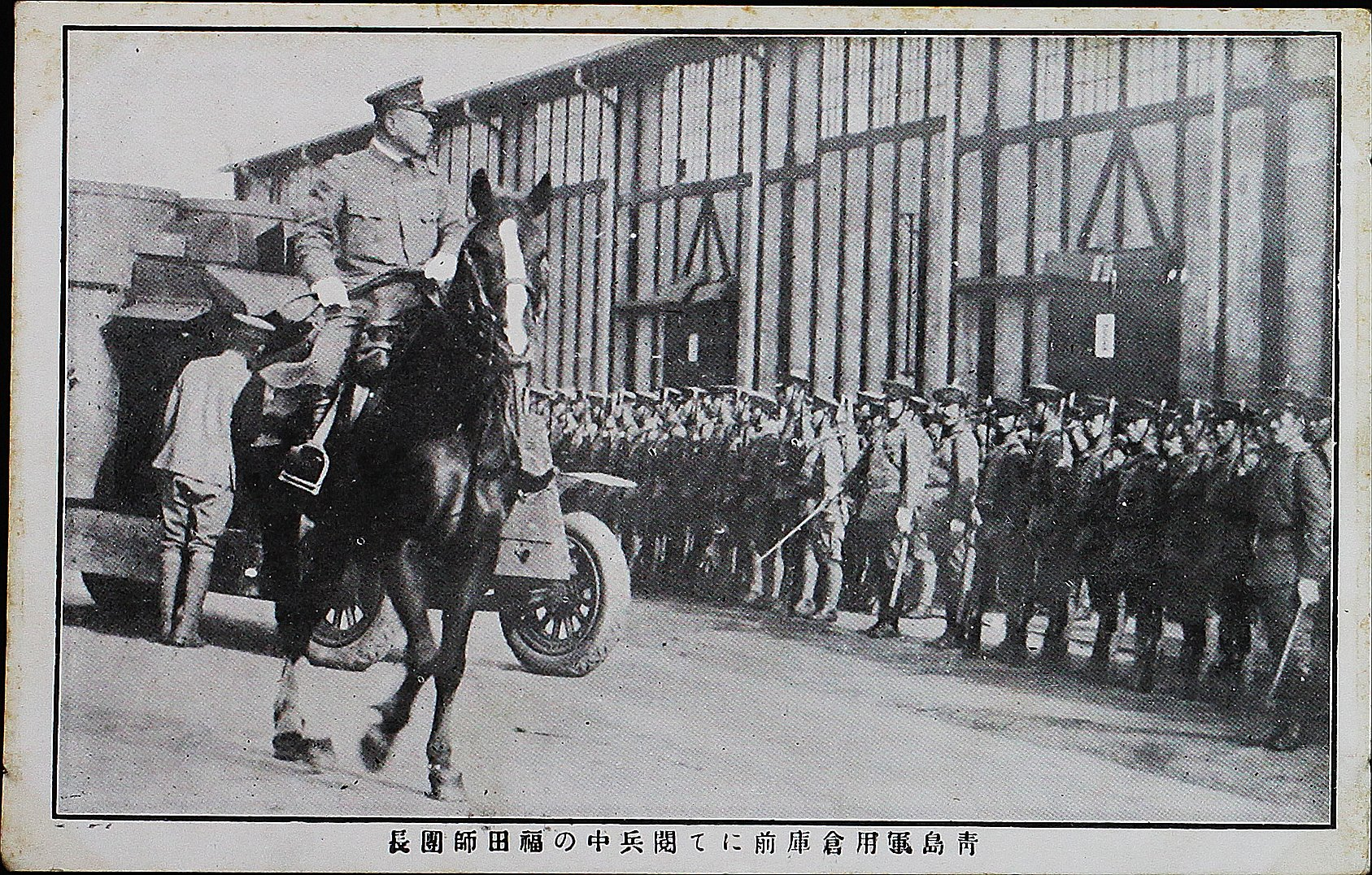
1928年4月，第六師團長福田彥助在青島軍用倉庫前阅兵

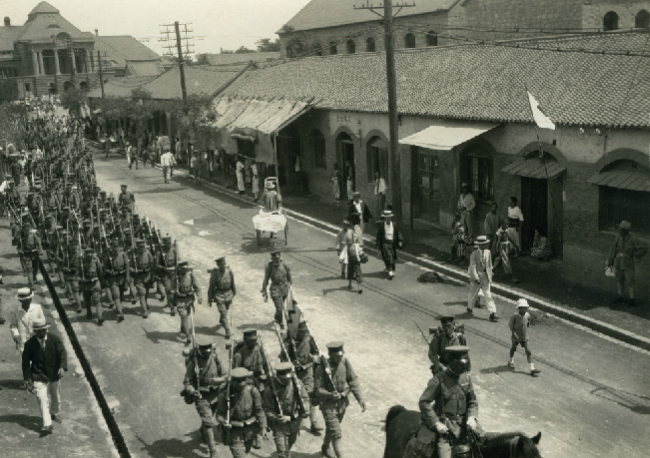
日本向济南增兵，于后可见胶济铁路济南站

4月25日，日軍第六師團在青島登陸，26日，第十一旅團開抵濟南商埠，呈現出一副臨戰態勢。同日，日军劝降张宗昌。4月30日，國民革命軍顧祝同第九軍之第三師，已攻至濟南之南仲宮鎮大澗溝一帶，第三師師長涂思宗師長獲報，「濟南張宗昌仍在督署座鎮，并購軍衣，候日兵由膠濟路前來增援，以日兵穿彼軍服，以抗我軍，藉止北伐軍進濟南城」。涂遂與第十四師黃國樑師長，共同籌商對策，決議以砲兵向千佛寺山地北軍之掩護陣地砲擊，派陳又新率一團乘夜向千佛山搜索前進，张宗昌棄城北逃德州，該團遂佔領濟南城、分守四門，肅清城內殘敵，下達命令後，由第三師副師長韓德勤面報第九軍顧祝同軍長。5月1日，清晨由第九军第三师涂思宗令第七團團長王敬久率部跑步入城，轉向東門外肅清城東之殘敵，並率鄭洞國團長整隊入城，到濟南南門外，日軍第十一旅團長齋藤瀏即乘三輪卡車率參謀來門前，涂思宗即下馬互相敬禮，並用名片交該師參謀長陳隱冀翻譯，說明我軍任務，並請日軍協助，握手而別。方振武所率的第四十一军亦從百里外進入濟南，其余革命军部队也随后到达。這時日軍已在市內各馬路構築工事，敷設電網，步步為營。经交涉后，日军于5月2日（一说5月1日）拆除街面上的工事。入城的北伐军人与日本方面多有对立。据第六十五团团长李默庵回忆，第六十四团入城时有士兵扯下日本使馆区的日本國旗，日方因而提出抗议。事件經团长洪士英调解後平息。:59
5月1日晚，國民革命軍总司令部及外交部长黄郛也到达济南，蔣總司令於次日上午九时，從泰山搭乘火車進入濟南城，並前往督署檢閱戰利品。5月2日，第六十五团中有士兵私下零星三两人跑到日本使馆区鸣枪，但并非有组织的行为:59。5月3日，國軍戰地政務委員會委員兼外交處主任、山東交涉員蔡公時與十八名隨員到濟南，於經四緯六路成立外交部特派員交涉公署。

### 爆發
5月3日上午九时左右，中国军队第四十军贺耀组部的一名士兵因患病被送往基督教医院治疗，日军士兵阻止通行，由于语言不通，发生争执。日军士兵突然开枪，打死中国士兵一人，余人避入医院。大约同时，日军在魏家庄向正在张贴标语的中国士兵开枪，造成数人死伤。此外，据贺耀组回忆，日军在九时左右突然向驻扎在附近的第四十军第三师第七团的两个营展开攻击。由于当时第七团的团长、营长正外出开会，两个营伤亡惨重，其中第二营全军覆没。十点半时，有一个日本人在隆昌洋行附近试图通过第四十军防地，遭到四十军士兵阻止，双方发生冲突。各处日军士兵听到枪声后陆续开枪，对中国市民和军人展开屠杀，十二时之后已经枪声密集，导致尸体满街。十二时后交涉公署已無法联系，電話亦被割斷。此后，济南城内各个革命军师团向日军展开反击，日军派联络参谋佐佐木到一中佐知会蒋介石，声称遭受革命军的挑衅性攻击，要求革命军停火。蒋介石知悉后当即命令城外的中国军队于下午五时之前离开济南，并知会日军第六师团长福田彦助，请其约束部下。日军趁乱（也有说是在5月6日）将当时驻扎于济南市广东会馆的第四十军第七团军士共千余人强行缴械并当场枪杀大量中国人，此后日军将其余人押送至日本领事馆。第三十七军第一团在其驻地小纬四路遭日军包围缴械，官兵大部被掳走。有日军向南京政府外交部长黄郛办公处开枪射击。黄郛随后赴日军司令部交涉，遭到强行扣留，卫队被缴械，日军迫使他签字承认冲突由中国士兵挑起，遭到他拒绝。
下午二時，北伐軍大部退出濟南城，以避衝突，日军占领邮政局和电报局。晚上23时，蒋中正派熊式辉赴日军司令部商讨处理办法，正在协商时，日军用炮火炸毁中国军用电台，守台士兵全体阵亡。大约同一时间，日军闯入山东交涉公署，杀害包括山东交涉员蔡公时在内的17名署内职员。

#### 蔡公时事件

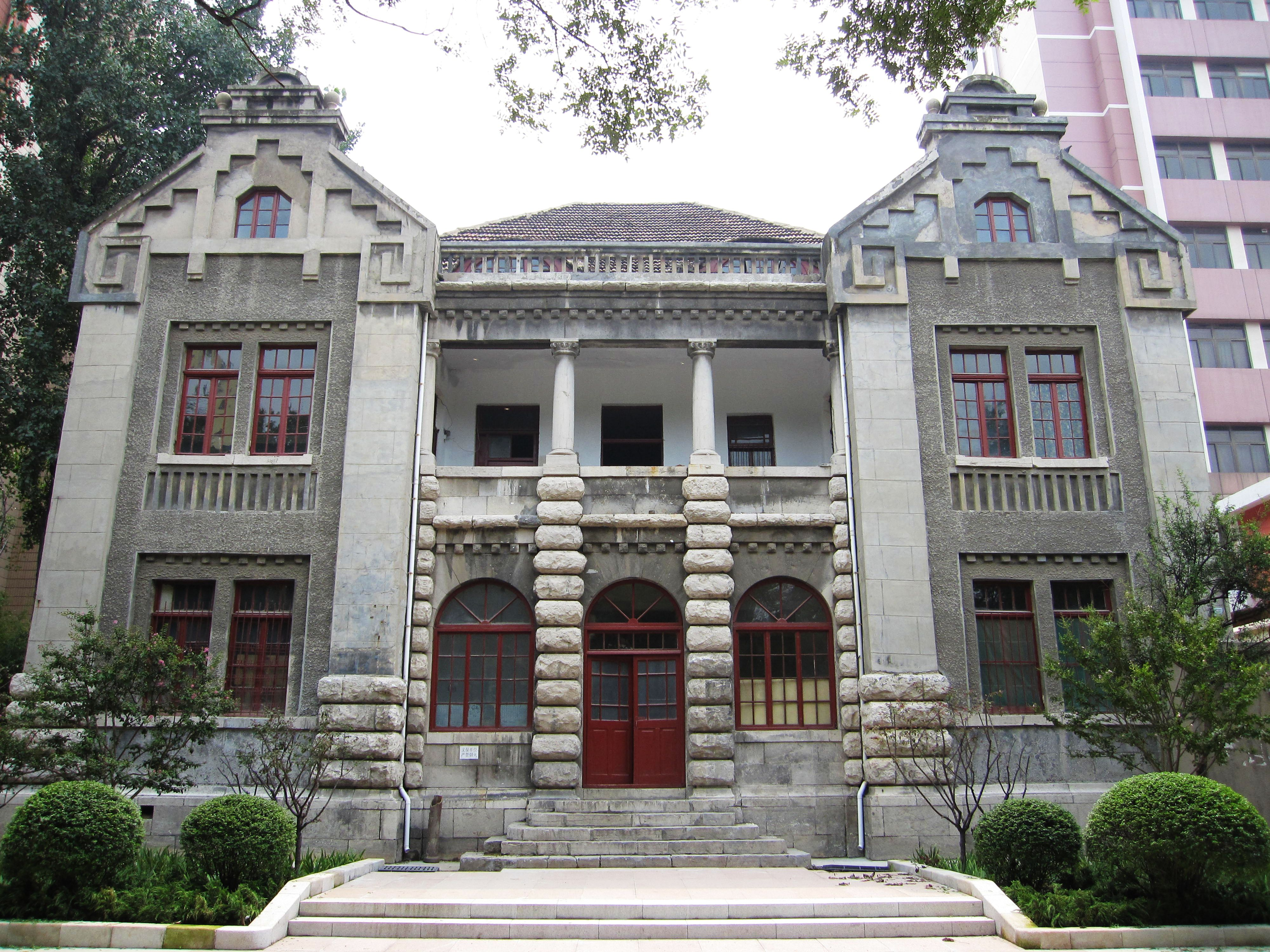
原外交部特派員交涉公署，五三惨案蔡公时殉难地

5月3日晚23时左右，日军声称在山东交涉公署门前发现日军尸体，破门而入后强行要搜检交涉署人员的枪械，但并无所得。国民党战地政务委员会外交处主任兼山东交涉员蔡公时及署内全体职员被日军捆绑，并被刺刀割裂脸面耳鼻。蔡公时用日语抗议后，被割去耳鼻，继而挖去舌头和眼睛。日军将署内职员剥光衣服后鞭打，然后拖至院子裡用机枪扫射。最后，蔡公时、张麟书等17人全部被杀死，署内职员仅有一人逃脱（也有研究指當時署內共有23人，有6人逃脫）。
蔡公時被殺後，蔣介石一方面防止事件擴大，先令各軍禁止衝突，然後令北伐軍退出濟南，繞道繼續北伐；另一方面則從外交交涉，分別向日軍司令，日本外務省抗議，並要求日軍即時撤出濟南，同時請求英国和美国協助調停。但日本並未停止行動，繼續從日本本土向山東增兵一萬餘。

#### 各方描述

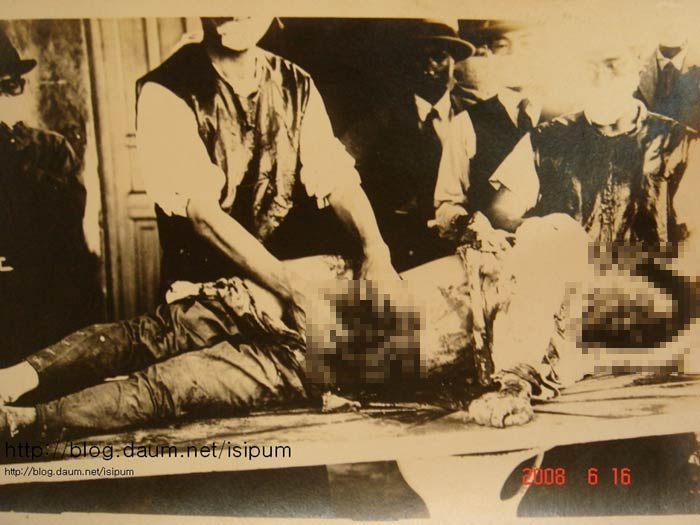
濟南事件中喪生日本受害者的屍檢（日本資料）

据日本方面说法，5月3日，國民革命軍突然大舉襲擊日本人的商店，殺害日本人，店中財物被洗劫一空。中村粲在《大东亚战争的起因》中描述，据當時日本駐南京武官佐佐木到一中校的手記與外務省的公電記載，“殘暴的中國官兵綑綁手無寸鐵的日本平民，用斧頭等利器砍劈，當場分屍”。此外，婦女悉數被從陰道插入棍棒，男性的陰莖則全砍下來，小腸與內臟紛紛外露，甚至有的遭到剝皮的命運。然而，日本歷史學家秦郁彦认为这是酒井隆阴谋夸大当时情况，以鼓动军方出兵。当时在北京公使馆的冈田芳政少尉也在其回想錄中谈到，当时曾经听说被杀的日本侨民实际上是朝鲜的毒贩，被当地人报复而杀害的。
當時蔣介石的機要參謀张群在《我與日本七十年》中认为：“济南事件时，被中国民众杀害的日本人是十二名。他们是秘密出售鸦片的浪人，爲當地中國居民所痛恨，故在戰亂中被殺害，日本軍方之報告借題發揮，加以渲染，爲實情之廿三倍。”
5月5日和6日的《朝日新闻》的报道中，死亡的日侨人数上升到「二百八十个日本人被虐杀」，和实际的数字有二十倍以上出入。中國士兵如此的暴行震撼日本內地，日本國民群情激憤要求政府「暴支膺懲」( 應該出兵支那（中国）、討回公道 )

#### 最初交涉
5月4日，情形稍有缓和，福田彦助着人通告革命军，称双方將領如能彼此“瞭解”，可使風波不再擴大。當天上午沒有槍聲，晚上槍聲復作。据国民政府当时记录，當日国民革命军派出熊式輝與日军代表在交涉署附近開會时，日军代表态度骄横（据熊式辉日后追忆，“对方一种骄横无人性的态度，并不是真心约来会商和解，似为故意对我加以激怒，求能扩大事态，阻碍我军之渡河北进”），声称“濟南已為日本佔領，你們已為俘虜，我們是日本大國民，你們是亡國奴”等，要求：濟南車站及商埠內外，不許中國兵通行；濟南二十里內，不許駐兵；要認此案是中國造成。 
5月5日，蒋中正离开济南。此时，奉蔣中正命令，原先驻扎济南的革命军部队已经基本退出，绕道继续北上。尚有两个团留在城内。與此同時，日軍從大連抽調的第二十八旅團和部份空軍到達濟南。

### 日軍攻佔濟南
5月7日午後三時三十分，日軍向北伐軍發出最後通牒，要求十二小時之內做出交代。并提出五点要求：
1. 中國方面必須將涉案的高級軍官處刑。
2. 解除所有反抗日军的军队的武装。
3. 驻守辛庄、张家庄的北伐军队必须在十二个小时内撤退
4. 严禁一切排日的宣传。
5. 将军队隔离在济南及胶济铁路沿线二十里之外。[33]

中方对事态的发展感到震惊，又因当时蒋中正不在，由战地政务委员会主席蔣作賓至日本总领事馆回复，说明要求延长回答期限，然而日军并没有采纳，认为可以自由行动。从5月8日凌晨四时起，由于认为没有得到满意答复，决定贯彻军方命令，开始炮轰济南全境。5月8日上午，革命軍的答覆到達日方，但日方並不滿意，繼續攻擊，占据济南周边。5月9日上午9時，日軍向濟南城發動進攻。下午，濟南守軍被迫退入城內，進行巷戰。日軍進城之後即開始大規模放火以及進行無差別屠殺。至5月10日，雙方進入僵持局面。10日夜晚，守軍接到蔣介石發出的“放棄濟南”命令，從東門退出。5月11日，日軍進入濟南城，佔領濟南全境。據事後济南惨案外交后援会的初步调查，中國平民於事件中死亡3945人，伤1537人，而后济南惨案被难家属联合会的调查结果为中國平民死亡6,123人，伤1,701人。据日本方面的调查，此事件中中國一般市民的死亡人数为3,600人，伤者1,400人，日军死亡26人，伤157人。

## 后续

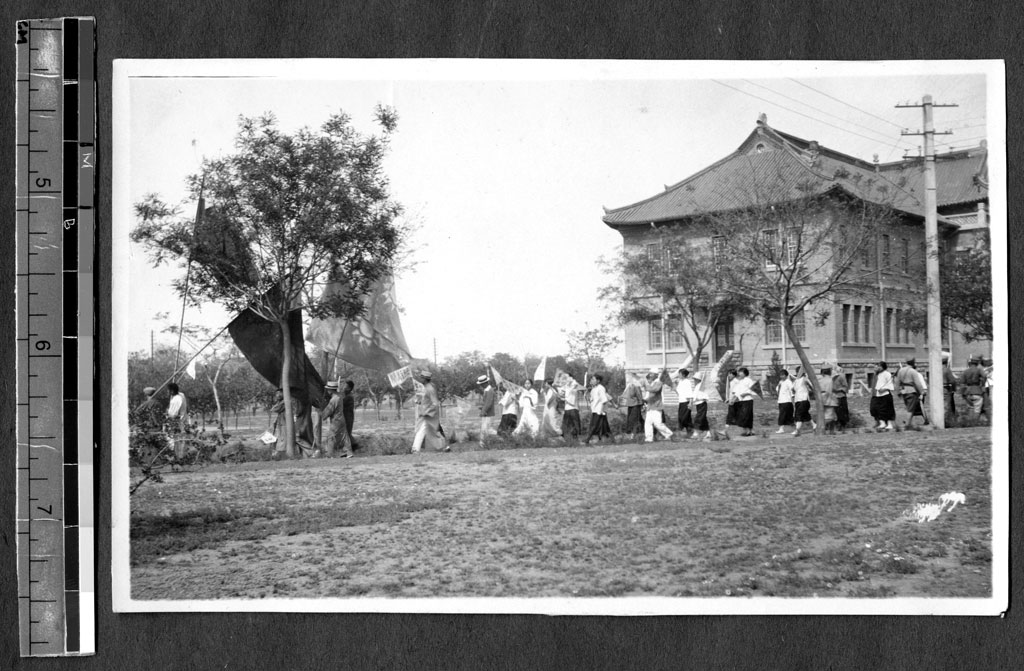
五三惨案发生后的济南齐鲁大学学生游行队伍

事件发生后，中国各地民众纷纷表示愤慨。惨案消息传到上海后，上海总商会通电南京政府外交部指出：“民情激昂，不可遏抑……务请钧部继续严重抗议……国势虽弱，民气犹存，当此国难已至，誓竭全力为政府后盾”，又通电各埠总商会和日本民众，并发表告各友邦宣言，还组成“对日委员会”进行抗议。通电奉系北京政府称“此次济南发生不幸重大事件，全国震骇，南北政府同时提出抗议，是对内政见虽或有歧异，对外仍然表示一致”，现在国难已临，只有“停息内争，集合全力，以御外侮”，况且 “南北当局，本像一家，频年战争，徒苦吾民”，当“趁此时机，肆此干戈，表同情于党国……召集国民会议，解决国是。”实际上，5月5日，上海商界已经宣布对日经济绝交、学生联合会成立反日运动委员会、工人方面成立上海工界对日外交后援会。
日本神戶一名中國男子為報復此事，槍殺7名日本人（一說11人）後自殺。

### 外交谈判
5月10日，南京政府批准伍朝枢立即由欧赴美寻求帮助的计划。接着，南京政府也直接致电美国总统柯立芝和国际联盟秘书长埃里克·德拉蒙德爵士（时译德兰孟），要求美国和国际联盟出面调停；。5月15日， 美国众议院作出了《调停济案争议决议案》，美国国务卿诺克在新闻发布会上公开表示对日不满。日本亦曾派出代表向美、英、法、意、德等国解释出兵山东和对满洲的政策，以求取得谅解，但均遭冷淡對待。
5月28日，日本外务省向国际联盟提交了关于济南惨案的说明书，说明事件责任在于中方。与此同时，松井石根中将奉命来华协商。
1928年6月8日，國民革命軍绕过济南进入北京。15日，南京政府宣布“北伐告成”。王正廷在6月8日就任外交部长后发表声明，言明“原则上日本需首先撤兵，然后正式开始交涉”。7月10日，田中义一首相在内阁会议上提出《济南事件的条件》。7月13日，日本政府和南京政府重新展开谈判，但只派驻沪商务领事矢田七太郎为代表，而且谈判前提包括中国政府向日道歉，惩办祸首，赔偿损失及保证日本在华侨民今后安全。南京政府拒绝谈判。10月18日，矢田七太郎奉日本政府训令，以全权代表的身份到南京与国民政府外交部长王正廷会谈。南京政府提出的谈判前提包括日本答应先撤兵等，日方无法接受，谈判再次陷入僵局。
1929年1月25日，日本驻华公使芳澤謙吉以全权代表身份，在南京与王正廷就济案进行第三阶段的谈判。经过五轮谈判后，双方意见于2月4日，交换完毕，订立四项原则：
1. 在山东日军无条件撤退；
2. 济案责任，由中日合组调查委员会于日军撤退进行调查后，再行确定，并查明损失；
3. 赔偿以平等相同为原则；
4. 蔡公时被害，日本不知其为外交官，允由日本政府另行道歉，不再提要求。

然而日方仍不肯签字，谈判再次停顿。
3月初，中日双方恢复谈判，由日本新任驻上海总领事重光葵与国民政府外交部亚洲司司长周龙光、山东交涉员崔士杰秘密进行协商。
1929年3月28日，中日双方签署了《中日济案协定》，其主要内容如下：
1. 自签订协定日起，两个月内，日军在山东的驻军全部撤退。
2. 双方损害，共同组织调查委员会，另行调查。
3. 济南之不幸事件认为“已成过去，以期两国国交益臻敦厚”。

协议签署后，日军退出济南。其后两年间，民国政府数次提请日方派定人员组织调查，然而日方没有回应:310。1931年9月18日，日本发起“九·一八事变”。中国外交官蔡公时和济南民众数千人（包括日本侨民数十人）的伤亡，以及雙方要求的赔偿问题，实际以后也没有被提起。

### 宣传与舆论
由于当时日本媒体比中国媒体发达的多，惨案发生之后，双方的对外宣传力度有天壤之别。5月3日起，日军派出五名佐尉级军官作为“宣传要员”。在5月3日时，日资的电报通讯社已经发布事件起因为“中国方面，有暴徒图抢”，东方通讯社也称“以中国兵之抢掠为起因”。5月4日、5日，日资的《顺天日报》在报道中指出是“南军”（国民革命军）蓄意掠夺，虐杀日侨。5月5日、6日，日本国内新闻也大幅报道日侨被害惨状。消息一出，日本境内一片哗然。5月13日，东京召开“暴支膺惩”大会，要求报复中国。日本社会仇华气氛四起，数千华工失业，数百人被拘捕，数十人被驱逐回国。在国际上，大多数国际媒体都采用日本的资料和观点，“路透社为日人所用，日为日使馆陈叙片面宣传，送各西字报”（路透社被日本人利用，每天为日本使馆陈述片面宣传，送到各个外文报社）。当时，虽然有《米勒评论报》、《英文导报》持中立态度，但大部分媒体均偏向日本，认为日本出兵正当，例如《泰晤士报》驻北京通信员称“北京外侨皆欢迎日本对于中国之严厉的自卫手段”，《每日邮报》也主张对中国干涉。5月28日，日本外务省向国际联盟提交关于济南惨案的说明书，其中说明“日军绝不无故杀戮毫无抵抗之华人”，并称“其中是否有蔡公时其人，则不得而知”。
相比之下，中国媒体在国际上的宣传大为落后。另一方面，蒋介石采取的极力隐忍，以避冲突的方针，也使得南京国民政府的相应宣传脚步迟缓，慢人一步。直到5月8日，南京政府才发表对外声明，“将日军的暴行宣告全世界”，此时已经失去舆论之先声。南京政府迟缓的外交反应也受到当时国内媒体的诟病。5月8日之后，南京政府的对外宣传正式开始。5月9日，伍朝枢致电张静江、黄郛，要求“组织搜集日军暴行的证据，以俾宣传”。谭延闿以国民政府主席名义致电国际联盟秘书长，要求召开理事会公断济案。12日，谭延闿致电美国总统，请求主持公道。胡汉民、孙科时在巴黎联系北京政府外交部长罗文干和北京政府驻国际联盟代表陈箓，请他们将此案提交国联。5月13日，国民政府派出王宠惠赴英国，李石曾赴法国，伍朝枢赴美国，向各国诉说济南惨案真相。同时成立专门的国际宣传委员会，以宣传惨案真相。6月3日，驻日内瓦代表夏奇峰向国联提出《关于济南日兵暴行抗议书》，驳斥日本于5月28日所作的说明书。然而，总体看来，南京政府的对外宣传首失先机，又没有组织，加上时南京国民政府并未获得国际承认，以及硬件设备匮乏，因而短期内影响有限。大部分国家舆论仍然偏靠日本。“法国的舆论差不多都是帮着日本说话的，……至多是不帮日本说话而已，但也绝不会替中国人说话的”。
中国民间的反应则迅速得多。5月4日，济南成立“五三惨案外交后援会”，调查惨案真相。5月6日，上海各大学学生召开联合会，决定成立国际宣传队，致电美国大学委员会和日本大学教授，请求协助宣传。5月7日，上海各界反对日军暴行委员会（简称反日会）在上海成立。截止至1929年2月，中国各地成立的反日会已达到三百五十余个。各界人士通过各种渠道，向中国的外侨和外国人民进行宣传，竭力争取国际舆论支持。
随着双方宣传继续，国际舆论开始在一定程度上向中国倾斜。美国国内舆论开始对日本严厉，希望政府出面干涉。英国的态度转为中立，认为“日本对华出兵之真意，大有可疑之点”。德国新闻界也呼吁“不可对日本乘中国时局不安侵占其军事经济的要地而袖手不问”。

### 调查
5月4日，国民党济南市党部密邀济南教职员联合会、市学生联合会、妇女协会等团体，成立“五三惨案外交后援会”，调查惨案真相。1929年日军退出济南后，受害者家属共同组织了“济南惨案被难者家属联合会”，调查惨案过程事实。1930年3月将所整合资料集成《济南惨史》一书，印发5000册发送与当时编者与社会名流。1937年日军占领济南后搜索并销毁此书，至2011年已知仅剩2本。

## 影响
济南惨案是發生在國民黨北伐後期的中日衝突。日本為了維護其在華北和滿洲、蒙古的特殊利益而出兵山東： 一方面可能是希望妨礙北伐，另一方面則是要向快將統一中國的國民黨顯示力量。中國的歷史學者认为「日本妨礙北伐、有計劃的挑釁行動」。不同於之後日本侵华战争，在1928年，日本國內尚有反對出兵的聲音，英美的行動亦是日本政府主要的考慮。中國方面，以國民革命、收回列強特權為己任的中國國民黨，首次正面面對「列強」的實力，北伐尚未成功的情況下，不欲正面對抗。除了在口號標語上抗日，紀念濟南事件及蔡公時以外，實際行動上亦只是「先安內，後攘外」。
济南惨案的发生及其善後的處理，還有宣傳使得中国国内反日情緒更高涨，济南惨案也使得中日雙方互信合作的希望破灭，中方最终放弃联日外交，转而和西方国家尤其是美国建立较为密切的关系。
蔣介石的軍隊在中國北方擴大控制區域，同時日本皇軍难以控制中国国民党及其武装。 日本皇軍領導人擔心蔣介石及中國社會的以此激起的愛國主義激情反應，會威脅日本在東北南滿洲的利益。 滿洲的軍事首領張作霖一直在與蔣介石秘密談判聯合之事，導致6月4日，日本皇軍炸毀張作霖的專列，加速推動建立滿洲國的行動。 
济南惨案也对当时的中国领导人蒋中正的心理产生重大冲击，蒋在1928年5月3日的日记中写道：“身受之耻，以五三为第一，倭寇与中华民族结不解之仇，亦由此而始也！”，此后蒋在日记中坚持每日写上“雪耻”二字 。

## 纪念

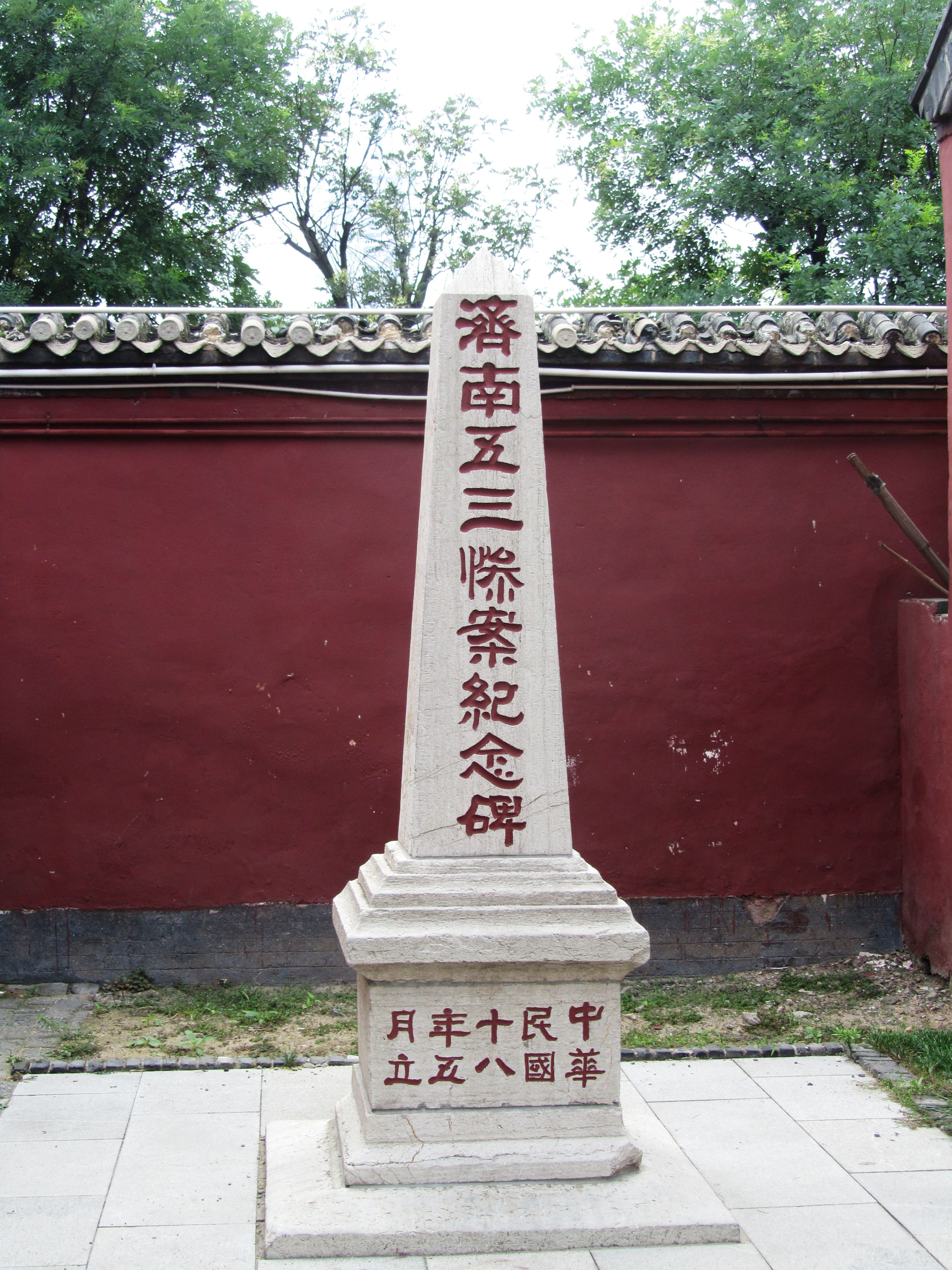
位于泰安岱庙内的济南惨案纪念碑

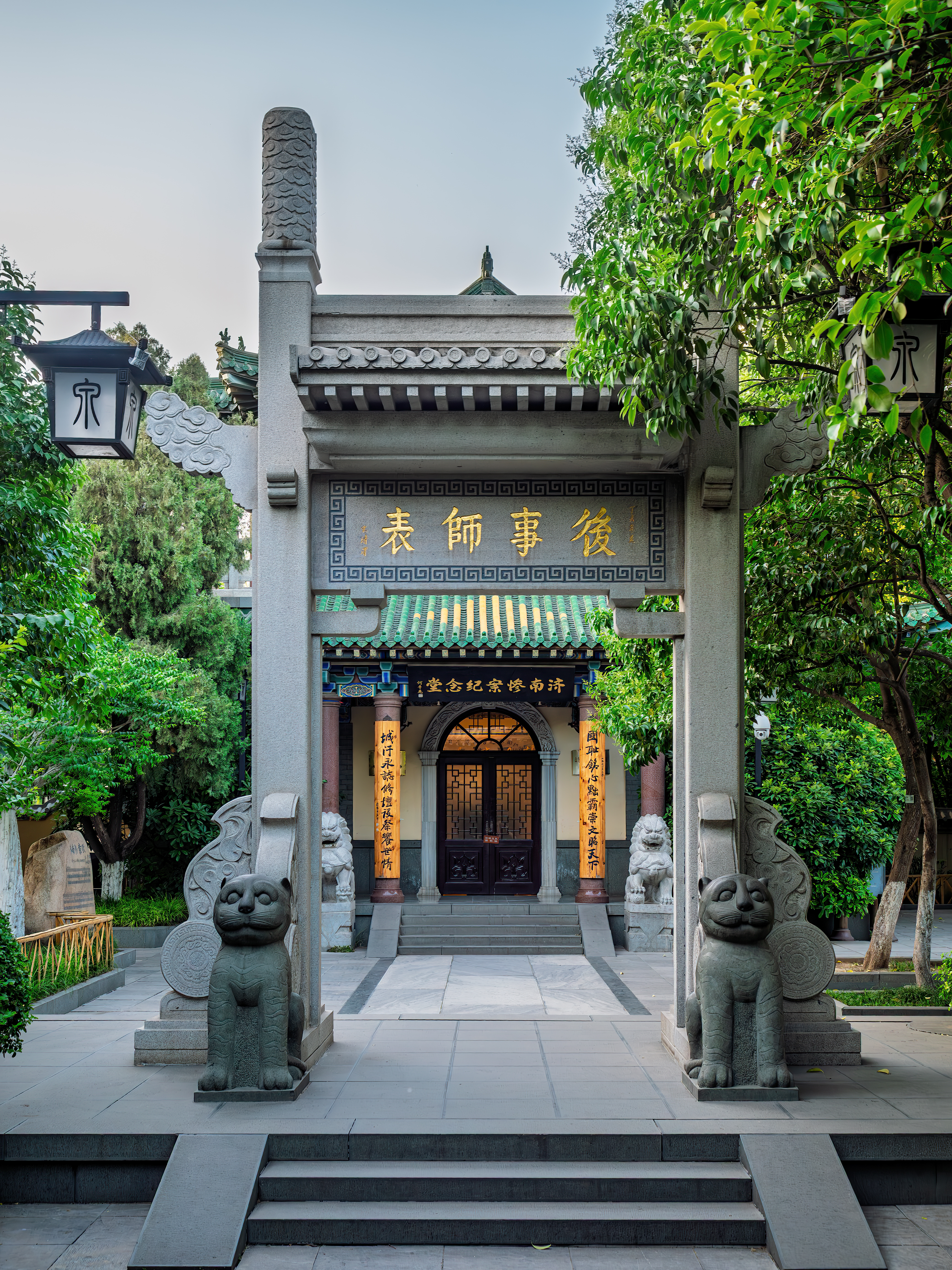
位于济南趵突泉公园内的济南惨案纪念堂

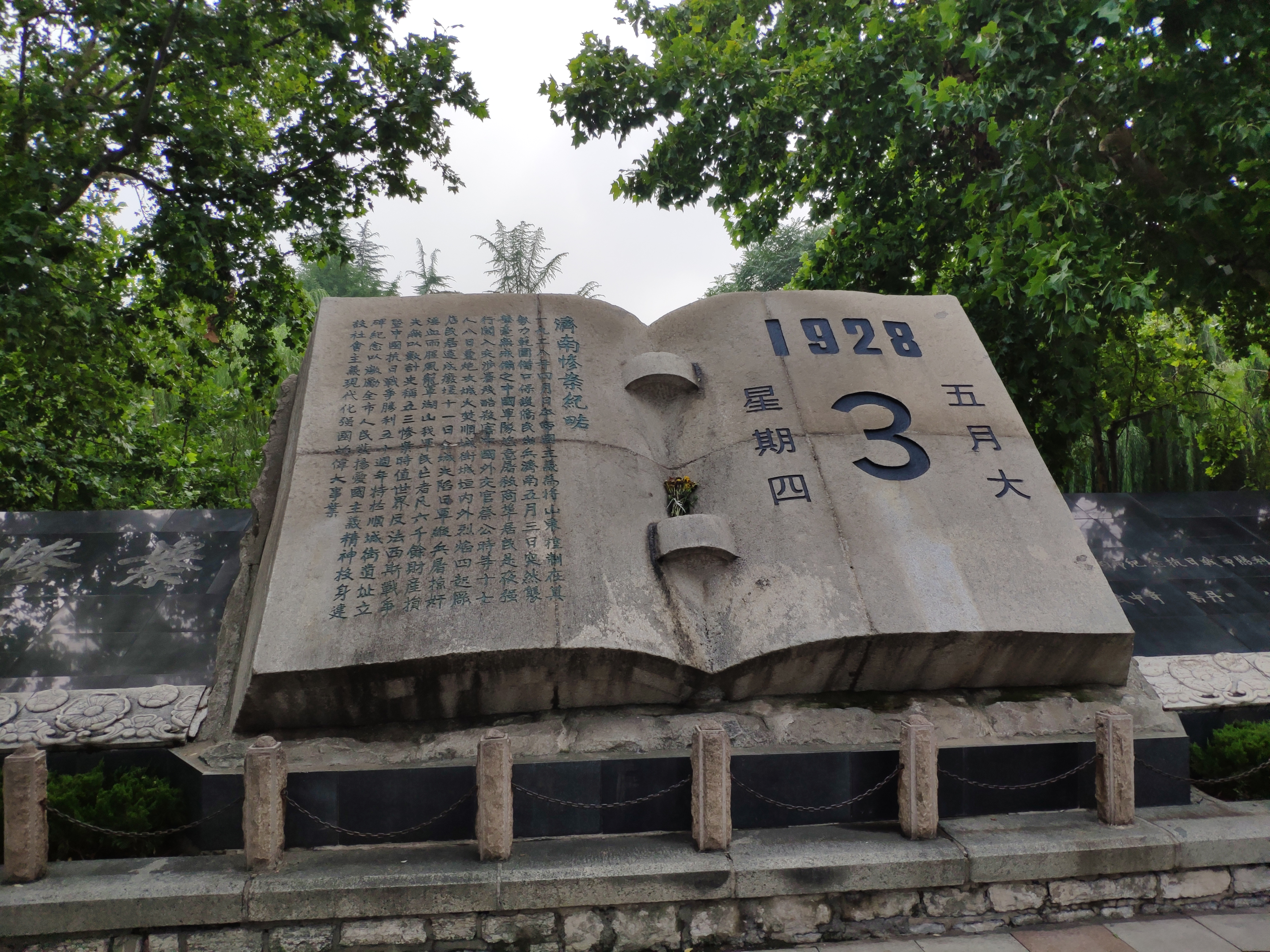
位于济南趵突泉公园附近的济南惨案纪念碑

### 蔡公时铜像
五三惨案后，新加坡华侨在陈嘉庚带领下发起“山东惨祸筹赈会”，并聘德国雕塑名家铸造蔡公时铜像，欲运往济南，然而之后中国局势动荡，铜像只能暂存于新加坡陈嘉庚的橡胶厂裡。1942年新加坡沦陷，人们将铜像深埋地下，1945年日本无条件投降后才取出。
1950年前后陈嘉庚侄子陈共存曾就铜像运往中国一事联络中共政府，但被告知“没有单位可以接收铜像”。从1965年起铜像被存放在孙中山南洋纪念馆晚清园中。2002年，新加坡《联合早报》访问陈共存后披露铜像来历，济南市民遂要求将铜像请回中国。2006年4月10日，铜像被移交至济南市人民政府，之后被摆放在“五三惨案”纪念园。

### 纪念建筑
与五三惨案相关的纪念性建筑包括“五三惨案”纪念亭（五三亭）、纪念碑（多处）以及纪念园。济南“五三惨案”纪念园是为迎接蔡公时铜像于2006年开始修建。建成后包括了多个之前的纪念建筑。
济南市西门南侧立有“五三惨案”纪念碑。1929年，山东省政府在泰安岱庙内立《济南五三惨案纪念碑》，次年在遥参亭前立《济南五三惨案纪念碑》。1937年年底日军占领泰安，地方维持会将纪念碑拉倒掩埋，后于1983年6月恢复。1995年济南“五三惨案”纪念园建立，仿岱庙碑立五三纪念碑。
济南市趵突泉公园内立有“五三惨案”纪念亭。五三亭最初位于小纬六路附近某小学的广场上，是为1932年由济南市民自发捐助建造，内有纪念蔡公时及惨案的挽联。1937年12月济南沦陷之前，为使亭柱不被日军破坏，将其推倒掩埋，其址后为中山公园一部分。二十世纪90年代初中山公园扩建时挖出亭柱后，1998年于济南护城河西岸重建五三亭。次年趵突泉公园扩建时将其圈入。
2007年济南惨案纪念园在趵突泉公园北区建成，内有原有的“五三惨案”纪念亭与新建的纪念堂、入口牌坊以及警世钟台。纪念堂内放置蔡公时先生铜像。

### 防空警报
自1999年起，济南市会在每年的5月3日十点整时试鸣防空警报，持续30分钟，以悼念在此事件中的遇难者。

### 国民政府驻山东特派员办事处旧址
位于济南市市中区经四路370号的国民政府驻山东特派员办事处旧址，于2006年成为山东省第三批重点历史文物保护单位。2009年济南城市环境整治时将其中住户迁出，修复后作为纪念馆使用，陈列五三惨案的相关图片、文字资料等。

### 引用
1. 1 2  李家振. . 北京: 中国政法大学出版社. 1987年6月17日: 第238頁  [2024年6月17日]. ISBN 9787562000013. （原始内容存档于2024年6月17日）.
2. ↑  Hata, Ikuhiko; Sase, Masamori; Tsuneishi, Keiichi. . . Bungeishunjū. 2002: 62–63  [2024-06-17]. ISBN 4163585605. （原始内容存档于2024-06-17） （日语）.
3. ↑  劉世善（2002）、261頁。
4. ↑  徐主編（2007）、2107頁。
5. ↑  劉国銘主編（2005）、1800頁。
6. ↑  濟南今日之地位 （页面存档备份，存于），大公報，1928年5月21日。
7. ↑  .   [2011-06-08]. （原始内容存档于2012-07-12） （中文）.
8. ↑  吳國楨, 吳修垣, 馬軍. . Chinese University Press. 2009年: 第65页. ISBN 9789629963507.
9. ↑  陳鵬仁（1999年），第81-83页
10. ↑  . Osaka Asahi Shimbun. Kobe University. 1927-04-05  [11 February 2012]. （原始内容存档于2016-03-04）.
11. ↑  . Osaka Asahi Shimbun. Kobe University. 1927-04-05  [11 February 2012]. （原始内容存档于2016-03-04）.
12. 1 2  郭廷以. . Chinese University Press. 1986年.第567-568页.
13. ↑  古屋奎二.  第六册. 由陳在俊翻译. 中央日报社. 1978年: 第229页.
14. ↑  陳鵬仁（1999年），第88页
15. 1 2  陈鹏仁 译. . 《近代中国》双月刊.第164页
16. 1 2 3 4 5  杨天石. . 《近代史研究》.第75-89页
17. 1 2  陳鵬仁（1999年），第89页
18. 1 2 3 4 5  . 《春秋》雜誌. 1983, 第620期  [2010-02-25]. （原始内容存档于2009-11-17）.
19. 1 2 3  賀耀祖. . . 中国文史出版社. 1987.（作者為當時第四十軍軍長，南京衛戍司令。）
20. 1 2  . 中国文史出版社. 1987.苏友文，《“五·三”惨案见闻》，作者為當時第四十一軍方振武部机要秘书。
21. 1 2  李默庵. . 中国文史出版社. 1995. ISBN 9787503407321.
22. 1 2 3  胡適, 曹伯言. . 聯經出版. 2004年 （中文）.第103-106页.
23. 1 2  济南市志编纂委员会. . 中华书局. 1997.
24. ↑  李宗益. . 濟南文史網. 济南市政协文史资料委员会.   [2010-02-25]. （原始内容存档于2015-12-08）.
25. ↑  汪公紀. . 聯經出版事業股份有限公司. 2005. ISBN 9570829311.
26. 1 2  小池聖一，「済南事件」，『世界戦争犯罪辞典』，文藝春秋 (2002)，第62-63页
27. ↑  工藤美代子.『昭和維新の朝 二・ニ六事件を生きた将軍と娘』. ちくま文庫 p.168-169
28. ↑  原正義「済南事件邦人被害者の写真（イラスト）を七三一部隊細菌戦人体実験として宣伝する中国教科書」『動向』1999年10月号、pp.40-45.動向社
29. 1 2 3 4 5 6  .   [2010-02-07]. （原始内容存档于2009-10-04）.
30. ↑  张群. . 中日關係研究會. 1980: 第41页  [2025-03-03]. （原始内容存档于2024-06-17）.
31. ↑  杨天石. . 《近代史研究》.第78页，引自《熊式辉回忆录》，打字本，藏于哥伦比亚大学珍本与手稿图书馆
32. ↑  服部龍二「済南事件の経緯と原因」『軍事史学』34(2),1998年9月
33. ↑  . 楽天株式会社.   [2010-02-26]. （原始内容存档于2010-09-22） （日语）.
34. ↑  《沪各界对日暴举之愤慨》，《申报》1928年5月6日
35. ↑  《上海总商会致北京政府电》，《大公报》1928年5月7日
36. ↑  杨天石：《海外访史录》，社会科学文献出版社1998年版，第255页。
37. ↑  . Malaya Tribune. 1928年6月1日: 7  [2024年6月17日]. （原始内容存档于2024年12月11日） （英语）.
38. ↑  . The Straits Times. 1928年5月25日: 8  [2024年6月17日]. （原始内容存档于2024年12月10日） （英语）.
39. ↑  罗志田. . 《历史研究》. 1996年, (第2期).
40. 1 2 3 4 5  .   [2010-02-26]. （原始内容存档于2015-12-08）.
41. ↑  服部龍二『東アジア国際環境の変動と日本外交 1918-1931』有斐閣、2001年、203頁
42. 1 2 3 4  臧运祜，《中日关于济案的交涉及其“解决”》，《历史研究》2004年第1期
43. ↑  《日本外交文书（昭和三年对中国关系）》第459-460页
44. ↑  陳水逢. . 台湾: 商务印书馆. 1988. ISBN 9789570505801.
45. ↑  . 东京，岩南堂书店. 1971.第765页
46. ↑  《民国日报》，《日人造谣心劳日拙》，1928年5月8日
47. 1 2  《东方杂志》，《日本出兵山东事件之西报评论》，1928年第10期
48. ↑  《益世报》，《事实是最雄辩的》：“讲起国际宣传，可说是手无斧柯，较他国瞠乎其后”，1928年5月17日
49. 1 2  赵庆云. . 山东科技大学学报.
50. 1 2  沈亦云，《亦云回忆录》，台北传记文学出版社，1980年
51. ↑  [台北]中国国民党中央党史史料编辑委员会，《革命文献》第十九辑，第1400页，1978年
52. ↑  左世元，罗福惠. . 江苏社会科学.
53. ↑  《晨报》1928年5月14日
54. ↑  《济南五三惨案》，台湾正中书局，1978年，第142页
55. ↑  《济南惨案外交后援会代表团宣言》，济南惨案外交后援会：《济南惨案》，1929年印行。
56. ↑  生活日报2006年11月1日  编辑：石维军. . 中日网.   [2011-07-11]. （原始内容存档于2013年4月17日）.
57. ↑  陳鵬仁（1999年），第96页
58. ↑  洪岚. . 华南师范大学学报. ISSN 1000-5455.
59. ↑  Iriye, Akira. . Chicago: Imprint Publications. 1990: 205 [1965]. ISBN 1879176009. OCLC 23051432.
60. ↑  杨天石. . 近代史研究. ISSN 1001-6708.
61. ↑  Taylor, Jay. . Cambridge, MA: Belknap Press of Harvard University Press. 2009: 83. ISBN 9780674033382. OCLC 252922333.
62. ↑  . 山东省省情资料库.   [2011-07-11]. （原始内容存档于2013-08-22）.
63. ↑  中华人民共和国驻新加坡使馆供稿. . 中华人民共和国外交部.   [2011-07-11]. （原始内容存档于2012-08-02）.
64. ↑  . 山东省省情资料库.   [2011-07-11]. （原始内容存档于2012-08-02）.
65. ↑  张期鹏. . 联合日报（政协山东省委员会机关报）. 2012年12月16日  [2013-07-27]. （原始内容存档于2016年3月4日）.
66. ↑  . 山东旅游政务网.   [2010-02-26]. （原始内容存档于2010-10-26）.
67. ↑  李雪萌. . 济南日报.   [2011-07-11]. （原始内容存档于2020-11-30）.
68. ↑  . 济南时报.   [2009-08-22]. （原始内容存档于2008-05-09）.